# Emirates Clubstadion
Het Emirates Clubstadion is een multifunctioneel stadion in Ras al-Khaimah, een stad in het emiraat Ras al-Khaimah, in van de Verenigde Arabische Emiraten.
Het stadion wordt vooral gebruikt voor voetbalwedstrijden, de voetbalclub Emirates Club maakt gebruik van dit stadion. Het was de bedoeling dat er ook atletiekwedstrijden gespeeld zouden worden, maar de atletiekbaan werd niet gemaakt. Omdat het wel gepland was is de afstand van de tribune tot het veld wat groter dan je zou kunnen verwachten. In 2013 werd van dit stadion gebruik gemaakt voor het wereldkampioenschap voetbal onder 17 van 2013. Er werden 6 groepswedstrijden gespeeld.
In het stadion is officieel plaats voor 3.000 toeschouwers, dit aantal ligt in praktijk echter vaak hoger.